# Andrea Zlatar Violić
Andrea Zlatar Violić (Zagreb, 13. travnja 1961.) hrvatska teoretičarka književnosti, ministrica kulture u Vladi premijera Milanovića od 23. prosinca 2011. do 25. ožujka 2015.

## Životopis
Rođena je 13. travnja 1961. godine u Zagrebu, gdje je polazila 1976. osnovnu školu "7 sekretara SKOJ-a" i 1980. srednju školu, (Klasična gimnazija). 
Godine 1984. diplomirala je studij komparativne književnosti i filozofije na Filozofskom fakultetu u Zagrebu. 
Dobitnica je Rektorove nagrade i boravila je na kraćim stručnim stipendijama u inozemstvu.
Godine 1988. magistrirala je iz područja književnosti (tema Marulićeva “Davidijada”), Humanističke znanosti na Filozofskom fakultetu Sveučilišta u Zagrebu, a 1992. obranila doktorsku disertaciju (tema Modeli srednjovjekovne autobiografije: ispovijest i životopis), Humanističke znanosti, također na Filozofskom fakultetu Sveučilišta u Zagrebu.
Od 1984. godine radi na Filozofskom fakultetu Sveučilišta u Zagrebu, Odsjek za komparativnu književnost, sada u svojstvu redovitog profesora, gdje je uključena u nastavnu i znanstvenu djelatnost (projekti istraživanja suvremene hrvatske književnosti u europskom kontekstu). Redovito sudjeluje radu znanstvenih skupova iz područja povijesti i teorije književnosti.
Usporedo sa znanstveno-nastavnom djelatnošću bavi se publicistikom, izdavačkom i uredničkom djelatnošću : prvo kao urednica kulture u Studentskom listu i na Omladinskom radiju (Radio 101), a zatim kao urednica u časopisima Gordogan, Vijenac i Zarez.
Članica je Društva hrvatskih pisaca i Hrvatskog P.E.N.
Aktivno govori engleski i francuski, pasivno njemački i talijanski.
Udana je i majka jednog djeteta.

## Politička karijera
- 2005. potpredsjednica GO HNS Zagreb
- 2001. – 2005. članica Gradskog poglavarstva grada Zagreba, zadužena za područje kulture
- predsjednica Interesnog odbora za kulturu HNS-a
- članica HNS-a od 2005.

## Nagrade i priznanja
- Orden viteza književnosti i umjetnosti Francuske vlade 2004.

## Kontroverze
U prvim intervjuima jasno je dala do znanja da ne vidi hrvatsku kulturu i predstavljačka tijela kroz Maticu, Akademiju i slične institucije nego primarno kroz alternativne pravce. Odbila je da se hrvatska kultura sa sajmu knjiga u Leipzigu sama prezentira već ju uklopila u štand zemalja u tzv. "regiji" jer je smatrala da je to jeftinije. Tijekom sajma nastupila je klapa “Biokovski slavuji”, u sklopu „Balkan-Nacht“.
Nakon što su javnosti objavljeni nalazi državne revizije za 2013. godinu, otkriveno je kako su u Ministarstvu kulture podizana gotovinska sredstva korištenjem poslovne kreditne kartice izvan blagajničkog poslovanja. Na taj način je došlo do nepoštivanja Odluke u uvjetima korištenja kreditnih kartica. Iako je Andrea Zlatar-Violić priznala odgovrnost i vratila novac, nikad nije kazneno odgovarala za neutemeljeno trošenje državnog novca.
U travnju 2017. protiv kontroverzne ministrice USKOK je, nakon provedene istrage, podigao optužnicu, a nju terete da je zlouporabila položaj i ovlasti podizanjem gotovine i plaćanjem privatnih računa službenom karticom Ministarstva kulture.
Iako je više od 159 tisuća kuna naknadno vratila mjesečnim obustavama na plaći i uplatom gotovine u blagajnu Zlatar Violić je, prema tvrdnjama Uskoka, državni proračun oštetila za nešto više od 99 tisuća kuna, a sebi u gotovo istom iznosu pribavila "nepripadnu imovinsku korist."

## Djela
- objavljene stručne publikacije – više desetaka radova
- objavljene knjige – 10 (od kojih 6 znanstvenih, 3 eseja i 1 poezija)

### Nepotpun popis djela
- Autobiografija u Hrvatskoj: nacrt povijesti žanra i tipologija narativnih oblika, Matica hrvatska, Zagreb, 1998., ISBN 953-150-124-6
- Ispovijest i životopis: srednjovjekovna autobiografija, Izdanja Antibarbarus, Zagreb, 2000., ISBN 953-6160-34-X
- Neparne ljubavi, Meandar, Zagreb, 2002., ISBN 953-206-054-5
- Tekst, tijelo, trauma: ogledi o suvremenoj ženskoj književnosti, Naklada Ljevak, Zagreb, 2004., ISBN 953-178-629-1